# Joaquín Papaleo
Joaquín Matías Papaleo (Santo Tomé, Provincia de Santa Fe, Argentina; 23 de marzo de 1994) es un futbolista argentino. Juega como arquero y su primer equipo fue Unión de Santa Fe. Actualmente se encuentra en Instituto de Córdoba de la Liga Profesional.

## Trayectoria
Nacido en Santo Tomé, Joaquín Papaleo realizó todas las inferiores en Unión. A principios de 2011, el técnico Frank Darío Kudelka lo convocó para realizar su primera pretemporada con el plantel profesional que, a mitad de ese año, lograría el ascenso a Primera División. El juvenil de apenas 17 años fue el cuarto arquero detrás de Alejandro Limia, Ignacio Arce y Nicolás Caprio.
Durante los siguientes años, fue relegado en la consideración de los técnicos de Primera y volvió a jugar en divisiones inferiores, alternando también con los equipos de Reserva de AFA y de Liga Santafesina. Recién en 2014, con la firma su primer contrato, se hizo de un lugar estable en el plantel profesional, coronándolo con un nuevo ascenso a Primera División. Si bien la titularidad del equipo se la disputaron Nereo Fernández y Matías Castro, algunas lesiones de ambos arqueros le permitieron integrar el banco de suplentes en varios partidos, aunque sin poder debutar oficialmente.
En los torneos de Primera División de 2015 y 2016, la situación de Papaleo no se modificó: con un Nereo Fernández indiscutido y con Matías Castro como primer suplente, se desempeñó mayormente en Reserva, consolidándose como el arquero titular tanto con Jorge Mauri como con Juan Pablo Pumpido. Ya con 22 años y ante la incipiente aparición de Marcos Peano, a mediados de 2016 es cedido a préstamo a Santamarina de Tandil por una temporada.
Con el equipo aurinegro tuvo su debut absoluto como profesional el 29 de julio de ese año en la victoria 2-0 ante Nueva Chicago por Copa Argentina. A partir de allí, se consolidó como titular indiscutido en el arco tandilense; sus buenas actuaciones hicieron que Santamarina negociara con Unión la extensión del préstamo por una temporada más. Lamentablemente, la base del campeonato anterior se desarmó y los refuerzos que llegaron no estuvieron a la altura, lo que desembocó en una flojísima campaña que lo dejó último en la tabla de posiciones. Pese a esto, el arquero santafesino siguió siendo uno de los puntos altos de su equipo y uno de los pocos que se salvó de la crítica generalizada de los hinchas.
Ante la salida a préstamo de Matías Castro a Temperley, a mediados de 2018 regresó a Unión de Santa Fe para ser alternativa detrás de Nereo Fernández, renovando su vínculo con el club por tres años más. Finalmente le llegó la chance de debutar con la camiseta del club que es hincha y en un partido más que especial: por una lesión de Nereo en el partido previo ante San Lorenzo, el 2 de septiembre fue titular en la edición 90 del clásico santafesino que terminó en empate 0-0 y que será recordado como "el clásico de los arqueros debutantes", ya que a los 20 del PT recibió un pelotazo en el ojo izquierdo que le provocó un derrame en la pupila, por lo que debió ser reemplazado por Marcos Peano.

## Clubes
- Actualizado al 5 de febrero de 2024

| Club                       | Div.                | Temporada           | Liga | Liga | Copa Nacional | Copa Nacional | Copa Internacional | Copa Internacional | Total | Total |
| Club                       | Div.                | Temporada           | PJ   | GR   | PJ            | GR            | PJ                 | GR                 | PJ    | GR    |
| -------------------------- | ------------------- | ------------------- | ---- | ---- | ------------- | ------------- | ------------------ | ------------------ | ----- | ----- |
| Unión Argentina            | 2.ª                 | 2014                | 0    | 0    | -             | -             | -                  | -                  | 0     | 0     |
| Unión Argentina            | 1.ª                 | 2015                | 0    | 0    | 0             | 0             | -                  | -                  | 0     | 0     |
| Unión Argentina            | 1.ª                 | 2016                | 0    | 0    | 0             | 0             | -                  | -                  | 0     | 0     |
| Unión Argentina            | 1.ª                 | 2018/19             | 1    | 0    | 0             | 0             | 0                  | 0                  | 1     | 0     |
| Unión Argentina            | Total               | Total               | 1    | 0    | 0             | 0             | 0                  | 0                  | 1     | 0     |
| Santamarina Argentina      | 2.ª                 | 2016/17             | 42   | -39  | 3             | -5            | -                  | -                  | 45    | -44   |
| Santamarina Argentina      | 2.ª                 | 2017/18             | 24   | -30  | 0             | 0             | -                  | -                  | 24    | -30   |
| Santamarina Argentina      | 2.ª                 | 2019/20             | 20   | -19  | -             | -             | -                  | -                  | 20    | -19   |
| Santamarina Argentina      | Total               | Total               | 86   | -88  | 3             | -5            | -                  | -                  | 89    | -93   |
| Temperley Argentina        | 2.ª                 | 2020                | 8    | -6   | 1             | 0             | -                  | -                  | 9     | -6    |
| Temperley Argentina        | 2.ª                 | 2021                | 24   | -26  | 2             | -2            | -                  | -                  | 26    | -28   |
| Temperley Argentina        | Total               | Total               | 32   | -32  | 3             | -2            | -                  | -                  | 35    | -34   |
| Güemes (SdE) Argentina     | 2.ª                 | 2022                | 34   | -31  | 0             | 0             | -                  | -                  | 34    | -31   |
| Güemes (SdE) Argentina     | Total               | Total               | 34   | -31  | 0             | 0             | -                  | -                  | 34    | -31   |
| Sportivo Ameliano Paraguay | 1.ª                 | 2023                | 39   | -52  | 3             | -2            | 1                  | -3                 | 43    | -57   |
| Sportivo Ameliano Paraguay | Total               | Total               | 39   | -52  | 3             | -2            | 1                  | -3                 | 43    | -57   |
| Deportivo Cali · Colombia  | 1.ª                 | 2024                | 4    | -6   | 0             | 0             | -                  | -                  | 4     | -6    |
| Deportivo Cali · Colombia  | Total               | Total               | 4    | -6   | 0             | 0             | -                  | -                  | 4     | -6    |
| Instituto Argentina        | 1.ª                 | 2024                | 0    | 0    | -             | -             | -                  | -                  | 0     | 0     |
| Instituto Argentina        | 1.ª                 | 2025                | 0    | 0    | 0             | 0             | -                  | -                  | 0     | 0     |
| Instituto Argentina        | Total               | Total               | 0    | 0    | 0             | 0             | -                  | -                  | 0     | 0     |
| Total en su carrera        | Total en su carrera | Total en su carrera | 196  | -209 | 9             | -9            | 1                  | -3                 | 206   | -221  |

## Selección nacional
Fue convocado a la Selección Argentina Sub-17 en varias oportunidades e integró el plantel que se consagró campeón de la Copa Toyota en Japón en el año 2010.

## Palmarés

### Campeonatos nacionales
| Título             | Club              | País     | Año  |
| ------------------ | ----------------- | -------- | ---- |
| Supercopa Paraguay | Sportivo Ameliano | Paraguay | 2023 |

### Otros logros
| Título                     | Club              | País      | Año  |
| -------------------------- | ----------------- | --------- | ---- |
| Ascenso a Primera División | Unión de Santa Fe | Argentina | 2011 |
| Ascenso a Primera División | Unión de Santa Fe | Argentina | 2014 |